# Peralejos de las Truchas
Peralejos de las Truchas ist ein Ort und eine Gemeinde (municipio) mit 162 Einwohnern (Stand: 2024) im Nordosten der Provinz Guadalajara in der Autonomen Gemeinschaft Kastilien-La Mancha in Zentralspanien. 

## Lage
Peralejos de las Truchas liegt im Iberischen Gebirge im Osten der Provinz Guadalajara in einer Höhe von 1185 m. Die Entfernung zur südsüdwestlich gelegenen Provinzhauptstadt Guadalajara beträgt ca. 65 Kilometer (Fahrtstrecke). 

## Bevölkerungsentwicklung
| Jahr      | 1960 | 1970 | 1981 | 1991 | 2001 | 2011 | 2021 |
| Einwohner | 631  | 390  | 193  | 185  | 173  | 153  | 156  |

## Sehenswürdigkeiten

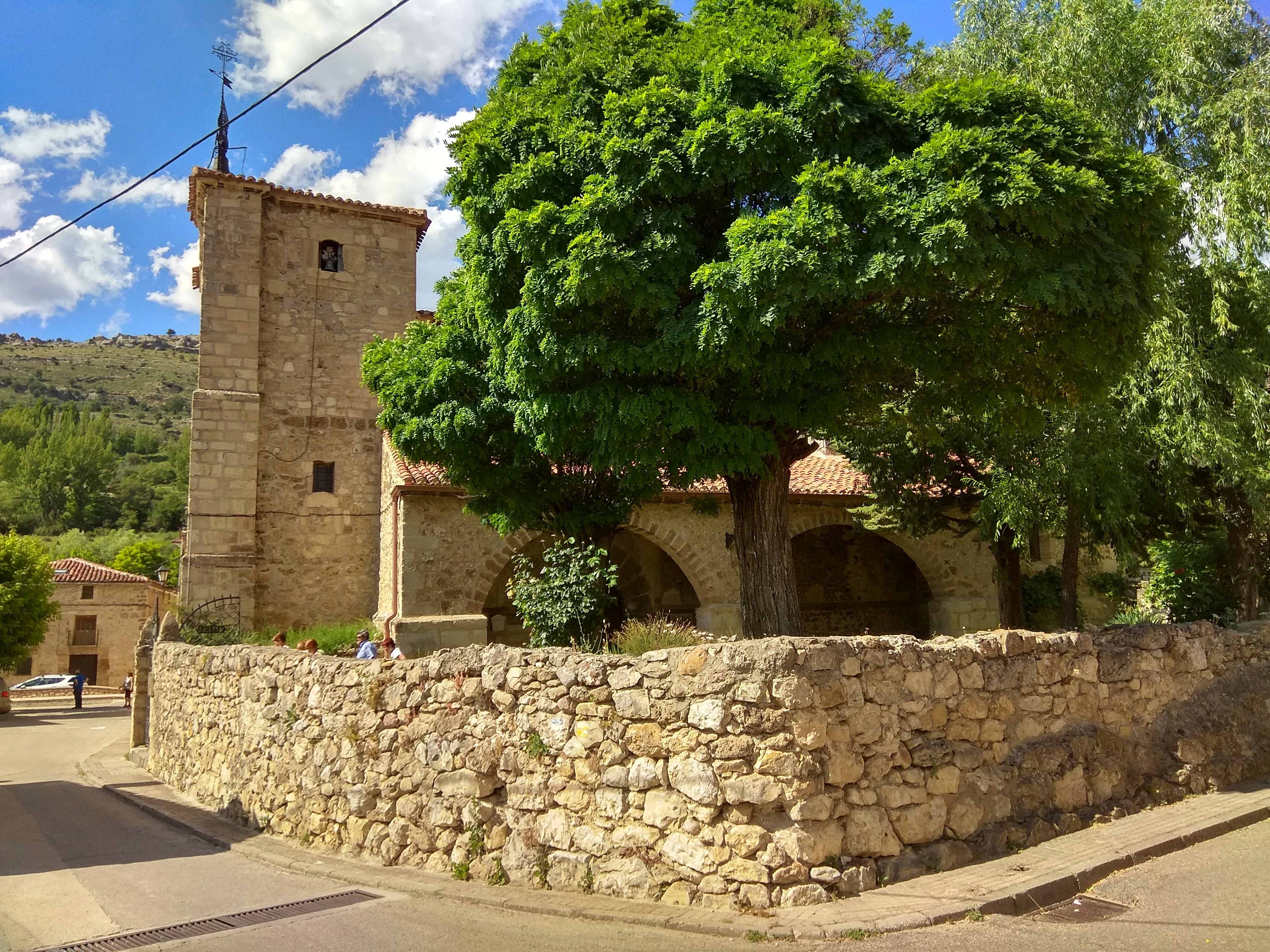
Matthäuskirche

- Matthäuskirche